# Israel Houghton
Israel Houghton (ur. 19 maja 1971) – nagrodzony czterokrotnie Grammy amerykański artysta muzyczny, piosenkarz i lider uwielbienia, znany z jego mieszanego stylu muzyki chrześcijańskiej, w której łączy elementy gospel, jazzu i rocka. Houghton jest liderem uwielbienia w kościele Lakewood Church w Houston, w Teksasie.

## Dyskografia
- 1997 – Whisper It Loud
- 2001 – Nueva Generacion
- 2001 – New Season
- 2002 – Real
- 2004 – Live From Another Level
- 2005 – Alive In South Africa
- 2006 – A Timeless Christmas
- 2007 – A Deeper Level
- 2009 – Power of One
- 2010 – Love God, Love People
- 2012 – Decade
- 2012 – Jesus at the Center: Live
- 2015 – Covered: Alive in Asia
- 2018 – The Road to DeMaskUs

## Życie prywatne
Matka Houghton jest biała, a biologiczny ojciec jest czarny. Jego matka miała 17 lat gdy zaszła w ciążę. Sugerowano, żeby dokonała aborcji, ale ona odmówiła.
W latach 1994–2016 jego żoną była Meleasa Houghton, z którą ma czworo dzieci: Mariah, Israel, Milan i Jordan. Mieszkali w Kingwood, w Teksasie. 11 listopada 2016, po niecałym roku znajomości, poślubił aktorkę Adrienne Bailon.